# Fjodor Apraksin
Fjodor Matvejevitj Apraksin (ryska: Фёдор Матвеевич Апраксин), född 27 oktober 1661, död 10 november 1728, var en rysk amiral under stora nordiska kriget.

## Biografi
Fjodor Apraksin var 1708 guvernör i Azov, generalamiral, greve och geheimeråd. Han var en av Peter I:s främsta och mest betrodda män och hade en stor del i ryska sjömaktens skapande. 1710 ledde han erövringen av Viborg, anförde vid Finlands erövring 1713-1714 skärgårdsflottan, slog därunder Nils Ehrenschiöld vid Hangö udd och förde även befälet över 1719 års härjningar efter svenska kusten. Apraksins södra styrkor av den ryska skärgårdsflottan deltog i sammandrabbningen vid slaget vid Stäket. Vissa källor påstår att Apraksin under slaget befann sig ombord på flottans fartyg och kunde i säkerhet retirera. Dock visar ryska källor som tagits fram vid nya undersökningar av Slaget vid Baggensstäket att Apraksin inte befann sig på platsen över huvud taget. 
Han gjorde sig flera gånger skyldig till försnillningar och ställdes också flera gånger inför rätta, men slapp alltid undan med böter.